# Valencia (Comarca)
Die Comarca Valencia ist eine der 16 Comarcas in der Provinz Valencia der Valencianischen Gemeinschaft.
Die im Osten gelegene Comarca ist identisch mit der Gemeinde Valencia.
1. ↑  Instituto Nacional de Estadística Municipal Register of Spain